# Regional Comprehensive Economic Partnership

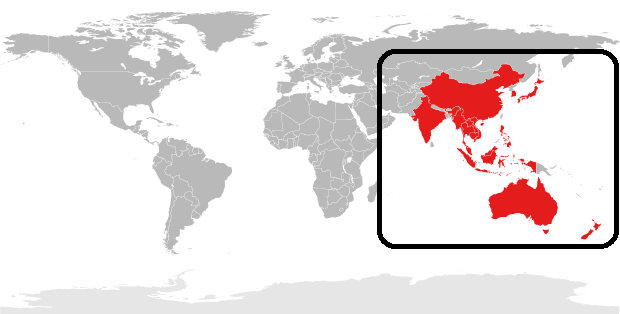
De RCEP-regio

Het Regional Comprehensive Economic Partnership (RCEP) is een op 15 november 2020 door vijftien landen in en rond Azië ondertekend handelsverdrag.
Het verdrag betreft de handel in goederen en diensten, investeringen, economische en technische samenwerking, intellectuele eigendom, concurrentie, geschillenregeling en andere onderwerpen.

## Lidstaten

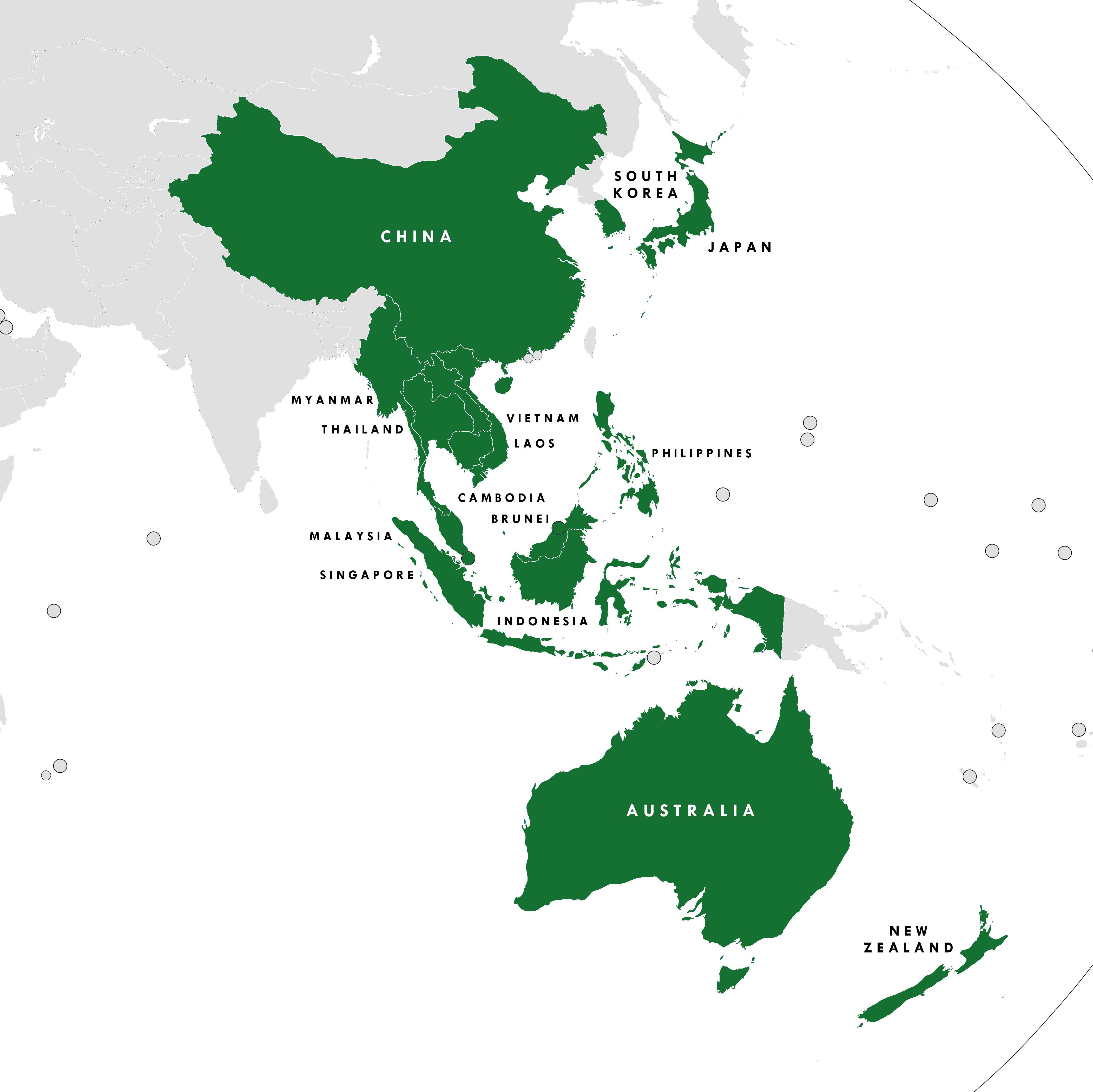
De RCEP-lidstaten.

De onderhandelingen werden thans gevoerd door de tien lidstaten van ASEAN (Brunei, Cambodja, Indonesië, Laos, Maleisië, Myanmar, de Filipijnen, Singapore, Vietnam en Thailand), en de zes landen waarmee ASEAN vrijhandelsakkoorden heeft afgesloten (Australië, China, India, Japan, Zuid-Korea en Nieuw-Zeeland).
Het voorstel tot RCEP werd voor het eerst gelanceerd op de ASEAN top in 2011 in Bali, Indonesië, waar men twee handelsblokken poogde te verzoenen. China steunde het East Asia Free Trade Agreement (ASEAN, China, Japan, en Zuid-Korea). Japan verkoos de Comprehensive Economic Partnership in East Asia, waar nog drie landen deel van uitmaakten: India, Australië en Nieuw-Zeeland. Uiteindelijk werd een compromis gesloten, en het verdrag staat verder nog open voor andere landen uit de regio, in principe zelfs voor de Verenigde Staten.
RCEP wordt wel beschouwd als een alternatief voor het Trans-Pacific Partnership, waar China en India van uitgesloten zijn.

## Omvang
Het Partnership omvat nu een totale bevolking van bijna 3,5 miljard (2014), of 47% van de wereldbevolking, en een bnp van 22,6 biljoen USD (2014).

## Onderhandelingen
De onderhandelingen werden in november 2012 formeel opgestart tussen de tien lidstaten van ASEAN, de Associatie van Zuidoost-Aziatische Naties, en de zes landen waarmee de ASEAN vrijhandelsverdragen heeft afgesloten. De gesprekken verliepen afwisselend in een van de betrokken lidstaten. In oktober 2016 werd de 15e onderhandelingsronde afgesloten, en op 15 november 2020 tekenden de 15 deelnemende landen de handelsovereenkomst tijdens een virtuele bijeenkomst van ASEAN. Vanaf die datum kan het proces van ratificatie beginnen.
India, dat deelnam aan de initiële onderhandelingen maar later besloot om de opt-out te laten gelden, werd uitgenodigd om op eender welk moment toch toe te treden.